# 1971年上海
|        | 上海历史 |
| 世紀： | 19世紀上海 \| 20世紀上海 \| 21世紀上海                                                                                     |
| 年代： | 1940年代上海 \| 1950年代上海 \| 1960年代上海 \| 1970年代上海 \| 1980年代上海 \| 1990年代上海 \| 2000年代上海               |
| 年份： | 1967年上海 \| 1968年上海 \| 1969年上海 \| 1970年上海 \| 1971年上海 \| 1972年上海 \| 1973年上海 \| 1974年上海 \| 1975年上海 |
| 紀年： | 辛亥年（猪年）、上海开埠128周年、上海设市44周年                                                                            |

这一年发生了林彪事件。上海本就是四人帮的核心区域，林彪集团覆灭后，更加被四人帮全权控制。

## 主要官员

### 党委
- 市委第一书记：张春桥[註 1]

### 革委会、人大[註 2]
- 主任：张春桥

### 公检法军事管制委员会[註 3]→（无对应机关）→公检法领导小组
- 主任：王维国→（无对应机关）→组长：谭维铸

### （革委会）纪检组
（领导不明）

### 政协
- 主席：陈丕显

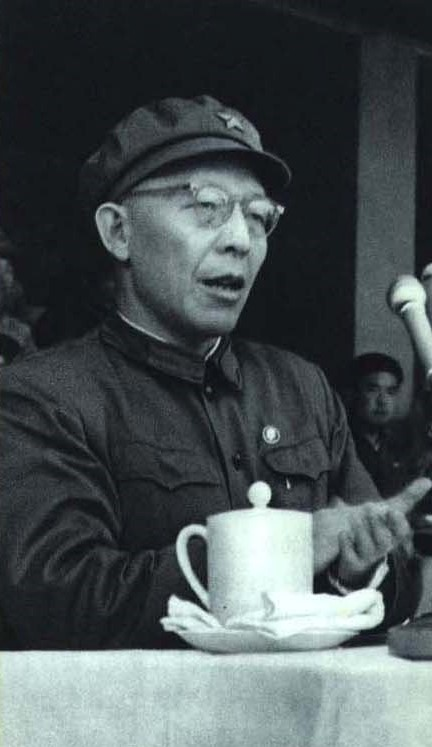
革委会主任、第一书记张春桥
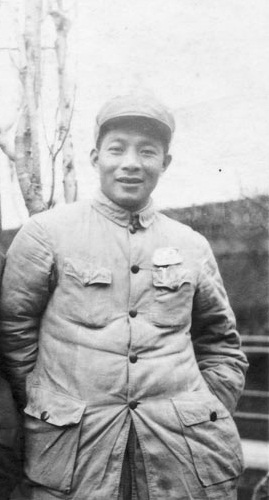
政协主席陈丕显